# 三十日は九月
三十日は九月（さんじゅうにちは くがつ、英語: Thirty days hath September）は、英語圏で大の月と小の月を暗記するのに用いられた文章である。

## バージョン
大英図書館に保存されている15世紀のHarley 2341写本にみられる。
現代では上のものと (1)九月と十一月が入れ替わる、(2)閏年が文に加わる、が異なる。 口伝によるため文に差異が見られるが一行目は共通している。前半が有名である。（[]は省かれることが多い部分を表す）
終わりの部分が異なり元の文が何なのかは判然としない。
脚韻を踏まないものもある。
後半が中世のものに近いものもある。
閏年に関して詳しくしたものもある。